# Norrköpingsutställningen

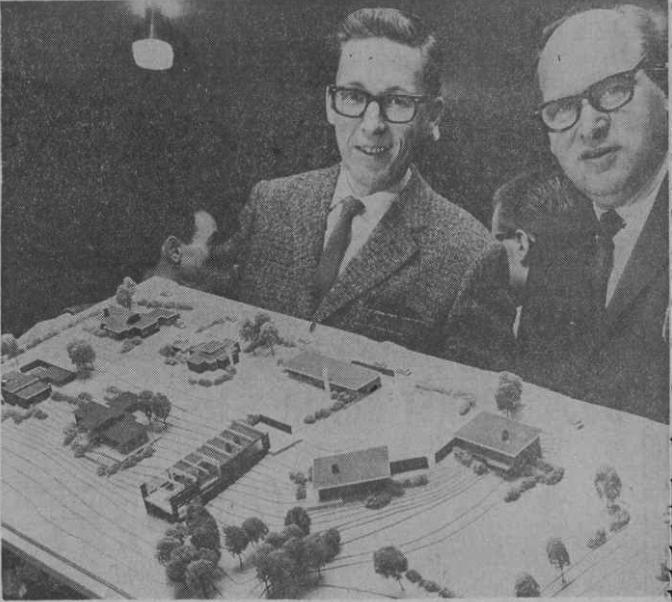
Utställningskommissarie Carl-Ivar Ringmar och direktör Karl Anebäck med modell av "Nordisk villaparad"

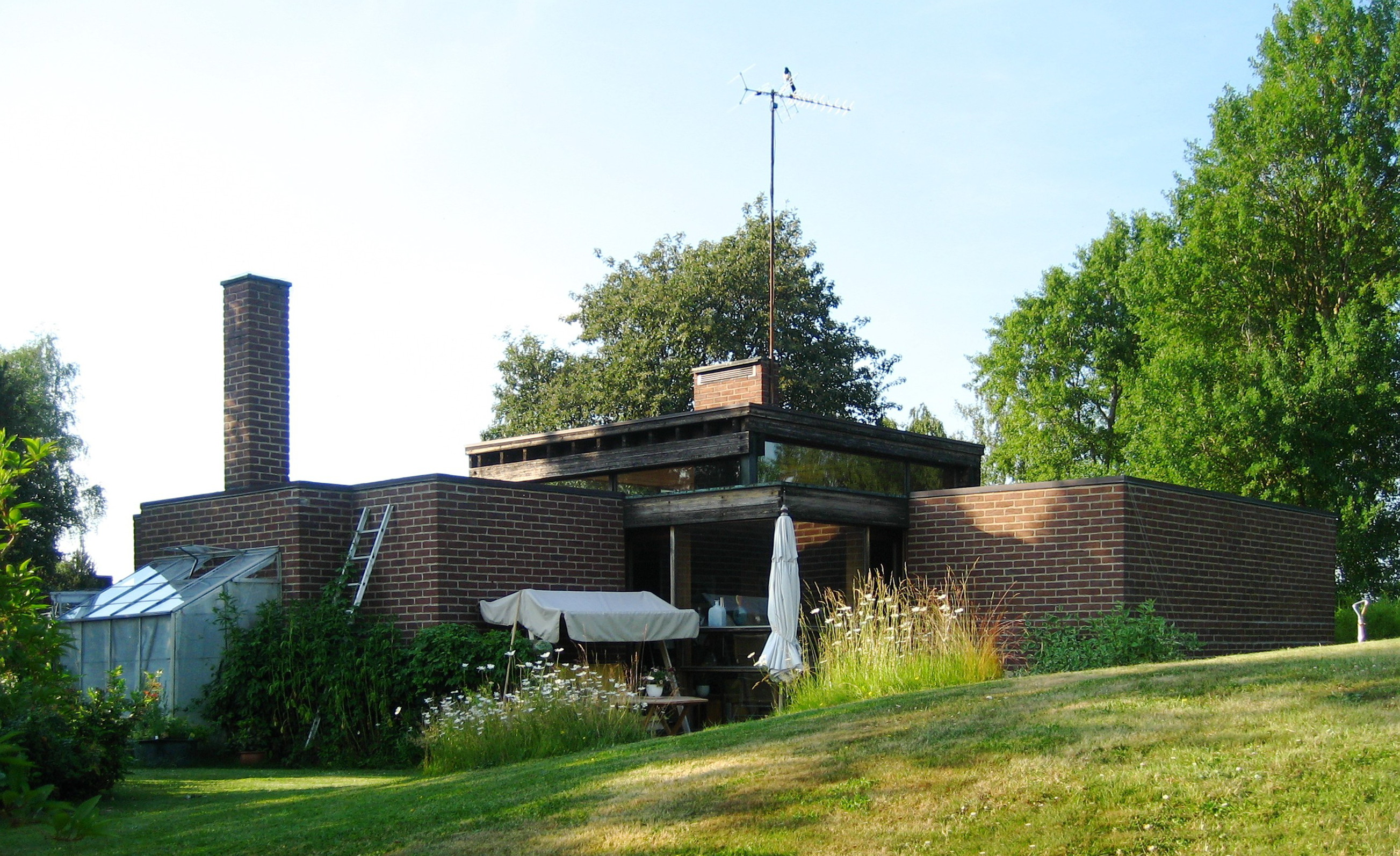
Sverre Fehns Villa Norrköping

Norrköpingsutställningen (NU64) var en arkitektonisk utställning i Norrköping år 1964.

## Historik
I början på 1960-talet var Norrköping i nedgång till följd av att många företag inom den i staden dominerande teko-industrin lagts ned under den så kallade textilkrisen.
Bland annat för att locka till sig nya företag organiserade Norrköpings kommun en utställning för att visa att staden siktade mot framtiden, bland annat genom satsningar på högteknologi med en omfattande elektronisk industri som ersättning för den äldre textilindustrin.
Ett bestående fysiskt arv efter Norrköpingsutställningen finns i "nordisk villaparad", en grupp exklusiva enfamiljshus hus i modernistisk stil utefter Nordengatan, sydväst om Söderleden. Det mest kända av dessa hus är Villa Norrköping, ritat av den norske arkitekten Sverre Fehn. Planen till Norrköpingsutställningen utformades av Gunnar Martinsson. Hans huvudidé för hela utställningsområdet var att skapa hus i en park, som hölls samman av stora öppna gräsytor. Häckar och staket mellan ersattes av mjuka kullar i parken. Utställningskommissarie var Carl-Ivar Ringmar.